# Сен-Бонне-де-Шавань
Сен-Бонне-де-Шавань (фр. Saint-Bonnet-de-Chavagne) — коммуна во Франции, находится в регионе Рона — Альпы. Департамент коммуны — Изер. Входит в состав кантона Сюд-Грезиводан. Округ коммуны — Гренобль.
Код INSEE коммуны — 38370. Население коммуны на 2012 год составляло 646 человек. Населённый пункт находится на высоте от 160  до 388  метров над уровнем моря. Муниципалитет расположен на расстоянии около 470 км юго-восточнее Парижа, 80 км юго-восточнее Лиона, 40 км западнее Гренобля. Мэр коммуны — M. Robert Pinet, мандат действует на протяжении 2008—2014 гг.
Динамика населения (INSEE):